# Darija Jurak
Darija Jurak (Zagreb, 5 april 1984) is een professioneel tennisspeelster uit Kroatië. Zij begon met tennis toen zij zes jaar oud was. Zij speelt rechtshandig en heeft een tweehandige backhand.

## Loopbaan

### Enkelspel
Jurak debuteerde in 2001 op het ITF-toernooi van Cavtat (Kroatië). Zij stond in 2002 voor het eerst in een finale, op het ITF-toernooi van Cavtat – zij verloor van de Slowaakse Linda Smolenaková. In 2003 veroverde Jurak haar eerste titel, op het ITF-toernooi van Dubrovnik (Kroatië), door landgenote Lucija Krzelj te verslaan. In totaal won zij acht ITF-titels, de laatste in 2007 in Wenen (Oostenrijk).
In 2003 speelde Jurak voor het eerst op een WTA-hoofdtoernooi, met een wildcard op het toernooi van Bol.

### Dubbelspel
Jurak behaalde in het dubbelspel betere resultaten dan in het enkelspel. Zij debuteerde in 2000 met een wildcard op het WTA-toernooi van Bol, samen met landgenote Karin Zibar. Zij stond in 2003 voor het eerst in een finale, op het ITF-toernooi van Bergamo (Italië), samen met landgenote Ana Vrljić – hier veroverde zij haar eerste titel, door het Oostenrijks duo Stefanie Haidner en Bianca Kamper te verslaan. In totaal won zij 39 ITF-titels, de laatste in 2018 in Chiasso (Zwitserland).
Jurak had haar grandslamdebuut op het Australian Open 2004, met Mervana Jugić-Salkić uit Bosnië. Na het winnen van een ITF-titel in het Belgische Zwevegem, samen met Russin Jelena Tsjalova, kwam zij in juli 2009 binnen in de top 150 van de wereldranglijst. In mei 2010, na het winnen van een $100k-titel in Cagnes-sur-Mer met Jugić-Salkić, kwam zij binnen in de top 100. Zij stond in 2012 voor het eerst in een WTA-finale, op het toernooi van Palermo, met de Hongaarse Katalin Marosi aan haar zijde – zij verloren van het Tsjechische koppel Renata Voráčová en Barbora Záhlavová-Strýcová. In september 2012 betrad zij voor het eerst de top 50. In 2014 veroverde Jurak haar eerste WTA-titel, op het toernooi van Monterrey, samen met de Amerikaanse Megan Moulton-Levy, door het koppel Tímea Babos en Volha Havartsova te verslaan. Tot op heden(januari 2022) won zij negen WTA-titels, de meest recente in 2021 in San José, samen met de Sloveense Andreja Klepač. Haar hoogste notering op de WTA-ranglijst, de 9e plaats, bereikte zij in november 2021.
Haar beste resultaat op de grandslamtoernooien is het bereiken van de halve finale, op het Australian Open 2021 met de Servische Nina Stojanović aan haar zijde.

### Tennis in teamverband
In de periode 2003–2020 maakte Jurak deel uit van het Kroatische Fed Cup-team – zij behaalde daar een winst/verlies-balans van 19–8.

## Posities op deWTA-ranglijst
Positie per einde seizoen:
| jaar | rang enkelspel | rang dubbelspel |
| ---- | -------------- | --------------- |
| 2001 | 654            | 977             |
| 2002 | 403            | 438             |
| 2003 | 203            | 135             |
| 2004 | 324            | 156             |
| 2005 | 296            | 138             |
| 2006 | 376            | 161             |
| 2007 | 497            | 305             |
| 2008 | 321            | 219             |
| 2009 | 342            | 114             |
| 2010 | 387            | 81              |
| 2011 | 744            | 87              |
| 2012 | 890            | 48              |
| 2013 | –              | 46              |
| 2014 | –              | 54              |
| 2015 | –              | 51              |
| 2016 | –              | 33              |
| 2017 | 1151           | 52              |
| 2018 | –              | 49              |
| 2019 | 1154           | 42              |
| 2020 | 1235           | 48              |
| 2021 | –              | 9               |

## Resultaten grandslamtoernooien
| Legenda | Legenda                          |
| ------- | -------------------------------- |
| g.t.    | geen toernooi gehouden           |
| l.c.    | lagere categorie                 |
| –       | niet deelgenomen                 |
| G       | uitgeschakeld in de groepsfase   |
| 1R      | uitgeschakeld in de eerste ronde |
| 2R      | uitgeschakeld in de tweede ronde |
| 3R      | uitgeschakeld in de derde ronde  |
| 4R      | uitgeschakeld in de vierde ronde |
| KF      | uitgeschakeld in de kwartfinale  |
| HF      | uitgeschakeld in de halve finale |
| F       | de finale verloren               |
| W       | het toernooi gewonnen            |
| w-v     | winst/verlies-balans             |

### Enkelspel
geen deelname

### Vrouwendubbelspel
| toernooi        | 2004 |    | 2010 | 2011 | 2012 | 2013 | 2014 | 2015 | 2016 | 2017 | 2018 | 2019 | 2020 | 2021 |
| --------------- | ---- | -- | ---- | ---- | ---- | ---- | ---- | ---- | ---- | ---- | ---- | ---- | ---- | ---- |
| Australian Open | 1R   | –  | –    | 1R   | 2R   | 1R   | 1R   | 1R   | 1R   | 1R   | 2R   | 3R   | HF   |      |
| Roland Garros   | 1R   | 2R | 1R   | 1R   | 2R   | 1R   | 1R   | 2R   | 2R   | 2R   | 1R   | –    | KF   |      |
| Wimbledon       | 1R   | –  | –    | 2R   | 3R   | 1R   | 2R   | 2R   | 1R   | 1R   | 1R   | g.t. | 1R   |      |
| US Open         | –    | 1R | –    | 2R   | 1R   | 2R   | 1R   | 2R   | 1R   | 1R   | 1R   | 1R   | 3R   |      |

### Gemengd dubbelspel
| toernooi        | 2013 | 2014 | 2015 | 2016 | 2017 |    | 2019 | 2020 | 2021 |
| --------------- | ---- | ---- | ---- | ---- | ---- | -- | ---- | ---- | ---- |
| Australian Open | –    | –    | 1R   | –    | 2R   | –  | 1R   | –    |      |
| Roland Garros   | –    | –    | –    | –    | 1R   | 2R | g.t. | 2R   |      |
| Wimbledon       | 2R   | 1R   | –    | 1R   | 1R   | 1R | g.t. | 3R   |      |
| US Open         | –    | –    | –    | 1R   | –    | 1R | g.t. | 1R   |      |

## Palmares
| Legenda                 |
| ----------------------- |
| Grandslamtoernooi       |
| Olympische Spelen       |
| Year-End Championships  |
| Premier Mandatory       |
| Premier Five / WTA 1000 |
| Premier / WTA 500       |
| International / WTA 250 |
| Challenger / WTA 125    |

### WTA-finaleplaatsen enkelspel
geen

### WTA-finaleplaatsen vrouwendubbelspel
| nr.              | finale     | toernooi            | ondergrond    | partner                     | tegenstandsters                           | score            |         |
| ---------------- | ---------- | ------------------- | ------------- | --------------------------- | ----------------------------------------- | ---------------- | ------- |
| gewonnen finales |            |                     |               |                             |                                           |                  |         |
| 01.              | 2014-04-06 | WTA Monterrey       | hardcourt     | Megan Moulton-Levy          | Tímea Babos Volha Havartsova              | 7-6, 3-6, [11-9] | details |
| 02.              | 2016-02-20 | WTA Dubai           | hardcourt     | Chuang Chia-jung            | Caroline Garcia Kristina Mladenovic       | 6-4, 6-4         | details |
| 03.              | 2016-06-25 | WTA Eastbourne      | gras          | Anastasia Rodionova         | Chan Hao-ching Chan Yung-jan              | 5-7, 7-6, [10-6] | details |
| 04.              | 2017-03-04 | WTA Acapulco        | hardcourt     | Anastasia Rodionova         | Verónica Cepede Royg Mariana Duque Mariño | 6-3, 6-2         | details |
| 05.              | 2018-08-05 | WTA Washington      | hardcourt     | Han Xinyun                  | Alexa Guarachi Erin Routliffe             | 6-3, 6-2         | details |
| 06.              | 2019-08-23 | WTA The Bronx       | hardcourt     | María José Martínez Sánchez | Margarita Gasparjan Monica Niculescu      | 7-5, 2-6, [10-7] | details |
| 07.              | 2021-03-13 | WTA Dubai           | hardcourt     | Alexa Guarachi              | Xu Yifan Yang Zhaoxuan                    | 6-0, 6-3         | details |
| 08.              | 2021-06-26 | WTA Bad Homburg     | gras          | Andreja Klepač              | Nadija Kitsjenok Raluca Olaru             | 6-3, 6-1         | details |
| 09.              | 2021-08-08 | WTA San José        | hardcourt     | Andreja Klepač              | Gabriela Dabrowski Luisa Stefani          | 6-1, 7-5         | details |
| verloren finales |            |                     |               |                             |                                           |                  |         |
| 01.              | 2012-07-15 | WTA Palermo         | gravel        | Katalin Marosi              | Renata Voráčová B Záhlavová-Strýcová      | 6-7, 4-6         | details |
| 02.              | 2013-05-04 | WTA Oeiras          | gravel        | Katalin Marosi              | Chan Hao-ching Kristina Mladenovic        | 6-7, 2-6         | details |
| 03.              | 2013-07-28 | WTA Stanford        | hardcourt     | Julia Görges                | Raquel Kops-Jones Abigail Spears          | 2-6, 6-7         | details |
| 04.              | 2015-04-12 | WTA Charleston      | gravel        | Casey Dellacqua             | Martina Hingis Sania Mirza                | 0-6, 4-6         | details |
| 05.              | 2015-09-13 | WTA Dalian          | hardcourt     | Chan Chin-wei               | Zhang Kailin Zheng Saisai                 | 3-6, 4-6         | details |
| 06.              | 2015-10-18 | WTA Tianjin         | hardcourt     | Nicole Melichar             | Xu Yifan Zheng Saisai                     | 2-6, 6-3, [8-10] | details |
| 07.              | 2016-07-24 | WTA Stanford        | hardcourt     | Anastasia Rodionova         | Raquel Atawo Abigail Spears               | 3-6, 4-6         | details |
| 08.              | 2017-02-05 | WTA Sint-Petersburg | hardcourt (i) | Xenia Knoll                 | Jeļena Ostapenko Alicja Rosolska          | 6-3, 2-6, [5-10] | details |
| 09.              | 2018-09-16 | WTA Québec          | tapijt (i)    | Xenia Knoll                 | Asia Muhammad Maria Sanchez               | 4-6, 3-6         | details |
| 10.              | 2018-10-19 | WTA Moskou          | hardcourt (i) | Raluca Olaru                | Aleksandra Panova Laura Siegemund         | 2-6, 6-7         | details |
| 11.              | 2020-01-17 | WTA Adelaide        | hardcourt     | Gabriela Dabrowski          | Nicole Melichar Xu Yifan                  | 6-2, 5-7, [5-10] | details |
| 12.              | 2021-05-22 | WTA Parma           | gravel        | Andreja Klepač              | Cori Gauff Caty McNally                   | 3-6, 2-6         | details |
| 13.              | 2021-08-15 | WTA Montréal        | hardcourt     | Andreja Klepač              | Gabriela Dabrowski Luisa Stefani          | 3-6, 4-6         | details |
| 14.              | 2022-01-09 | WTA Adelaide        | hardcourt     | Andreja Klepač              | Ashleigh Barty Storm Sanders              | 1-6, 4-6         | details |